# Ursula Distelhut
Ursula Distelhut (* 22. Mai 1947 in Mainz; † 9. Januar 1995 ebenda) war eine deutsche Politikerin der SPD.

## Leben
Ursula Distelhut war die Tochter des Mainzer SPD-Kommunalpolitikers Paul Distelhut. Sie besuchte die Volksschule und Handelsschule und war danach Angestellte der Sparkasse Mainz, zuletzt stellvertretende Geschäftsstellenleiterin.
Seit ihrem 18. Lebensjahr engagierte sie sich in der Politik. Im Jahr 1974 wurde sie, gemeinsam mit Jens Beutel dem späteren Oberbürgermeister der Stadt Mainz, neues Mitglied der Ortsbeiratsfraktion der SPD in Mombach. 1979 zog sie in den Mainzer Stadtrat ein, von 1983 an war sie Ortsvorsteherin ihres Stadtteils Mainz-Mombach.
Im Mai 1991 wurde sie in den rheinland-pfälzischen Landtag gewählt. Im Landtag war sie Mitglied im Haushalts- und Finanzausschuss und der Rechnungsprüfungskommission. Von November 1991 bis zu ihrem frühen Tod im Januar 1995 war sie außerdem Vorsitzende der SPD-Stadtratsfraktion und damit die erste Frau in einer solchen Position in Mainz.
Sie war Mitglied im Aufsichtsrat der Mainzer Aufbaugesellschaft und der Wohnbau Mainz, in der ÖTV, in der Mainzer Beratungsstelle »pro familia« und in vielen Vereinen.

## Auszeichnungen
Das AWO-Altenzentrum am alten Kerbeplatz in Mainz-Mombach wurde ihr zu Ehren Ursel-Distelhut-Haus benannt.